# T1-62

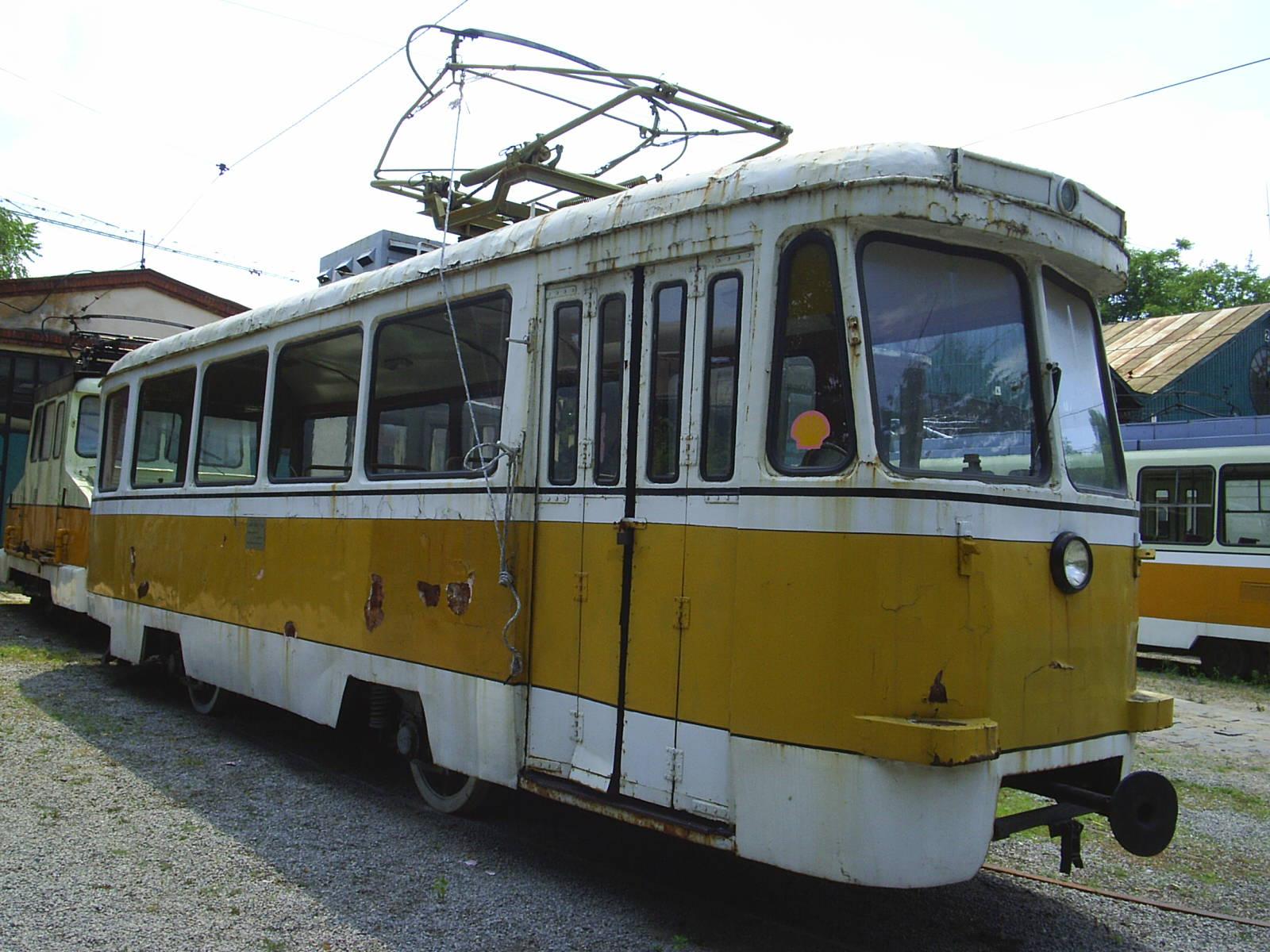
Der heutige T1-62-Museumswagen im Jahr 2006

Als T1-62 wurde eine neun Exemplare umfassende Serie ehemaliger rumänischer Straßenbahn-Triebwagen bezeichnet, die nur bei der Straßenbahn Timișoara anzutreffen waren. Die normalspurigen Einrichtungsfahrzeuge mit Stahlaufbau baute der örtliche Verkehrsbetrieb, damals noch Întreprinderea de Transport Timișoara (I.T.T.) genannt, in den 1960er Jahren aus älteren Zweirichtungs-Triebwagen mit Holzaufbau um.
Die Typenbezeichnung T1-62 basiert auf dem Produktionsbeginn der Fahrzeuge, dem Jahr 1962. T1 steht für Tramvai 1, rumänisch für Straßenbahn 1. Gemäß dem 1964 eingeführten neuen Bezeichnungssystem wurden die T1-62 dann auch kurz als T.1 bezeichnet. Ab Ende der 1960er / Anfang der 1970er Jahre tauchte dann zusätzlich die Bezeichnung Timiș 1 auf. Namensgebend war hierbei jedoch nicht der gleichnamige Fluss, sondern der 1968 geschaffene Kreis Timiș, dessen Hauptstadt Timișoara ist. Damit waren die Triebwagen nominell die Vorläufer der ab 1970 produzierten Timiș-2-Großserie. Mit ihrer Nachfolgebaureihe hatten sie jedoch außer dem Produktionsstandort keinerlei Gemeinsamkeiten.

## Produktion
Die T1-62-Umbauwagen entstanden – im Anschluss an die ebenfalls aus Altbauwagen umgebauten Pionier-Triebwagen – wie folgt aus vor 1925 hergestellten Spenderwagen der Baureihen B (fünf), DII (drei) und F (einer), wobei die zuerst umgebauten Wagen zunächst die Nummern ihrer Spenderwagen behielten und erst im Frühjahr 1964 umnummeriert wurden:
| 1962: | 71 72       | ehemals Typ DII, Nummer 45 ehemals Typ DII, Nummer 51                                                  |
| 1963: | 73 74 75    | ehemals Typ B, Nummer 38 ehemals Typ B, Nummer 27 ehemals Typ B, Nummer 30                             |
| 1964: | 76 77 78 79 | ehemals Typ B, Nummer 28 ehemals Typ DII, Nummer 52 ehemals Typ B, Nummer 29 ehemals Typ F, Nummer 105 |

Jedem Triebwagen war dabei ein bestimmter Beiwagen des baugleichen Typs R.1 zugeteilt, die Zusammengehörigkeit war anhand der gleichen Endziffer erkennbar – zum Beispiel Zug 71–21. Weil die letzten beiden R.1-Anhänger jedoch erst 1966 abgeliefert wurden, kamen zwei der neun T1-62-Triebwagen zwischen 1963 und 1966 vorübergehend zusammen mit – wesentlich älteren – R.4-Beiwagen des Baujahrs 1911 zum Einsatz. Solo-Einsätze sind hingegen nicht überliefert.
Das Modell T1-62 orientiert sich dabei vom Design her stark an den Großraumtriebwagen vom Typ V954, diese wurden ab 1955 bei Electroputere in Craiova hergestellt. Mit ihnen teilt es sich beispielsweise die Stirnfront, wenngleich der T1-62 nur über einen statt zwei Frontscheinwerfer verfügte.

## Umbau zu Zwillingstriebwagen mit einseitigen Türen
1969 wurde die bisherige Ringlinie 7 in eine Zweirichtungslinie umgewandelt, damals wurde der Streckenabschnitt Piața Alexandru Mocioni – Piața Veteranilor aufgelassen. Infolgedessen herrschte ein plötzlicher Mangel an Zweirichtungszügen; die noch vorhandenen Wagen der Typen F und FII wurden komplett für die übrigen Zweirichtungslinien 3, 4 und 5 benötigt. Aus diesem Grund entschloss sich die I.T.T. Ende der 1960er Jahre, einen Teil der T1-62 entsprechend zu adaptieren.
Aus sechs der neun T1-62 entstanden deshalb 1969 die drei festgekuppelten Zwillingstriebwagen 71–72, 73–74 und 75–76. Die betreffenden sechs Triebwagen wurden hierzu nicht hintereinander, sondern Heck-an-Heck gekuppelt. Für die Bildung dieser Gespanne mussten jedoch zuvor drei Triebwagen umgebaut werden. Dies betraf die Wagen 72, 74 und 76, das heißt jeweils den Wagen mit der höheren Ordnungsnummer innerhalb des Pärchens.
Zum einen wurden diesen drei Wagen ihre beiden Falttüren auf die andere Wagenseite versetzt, des Weiteren entfernte man ihnen den Stromabnehmer. Sie wurden fortan per Starkstromkabel vom anderen Wagen mitversorgt. Die Dachpodeste, auf denen die Stromabnehmer ursprünglich montiert waren, blieben jedoch erhalten. Der Einsatz dieser Gespanne auf den Zweirichtungslinien 3, 4, 5 und 7 war nur deshalb möglich, weil auf den betreffenden Strecken damals alle Bahnsteige auf der gleichen Seite lagen.

## Einsatzende
Nachdem die Linie 7 ab Mitte der 1970er Jahre abschnittsweise zweigleisig ausgebaut wurde, wurden die drei Heck-an-Heck-gekuppelten T1-62-Doppeltriebwagen entbehrlich. Infolgedessen wurden sie fortan auch im reinen Einrichtungsverkehr eingesetzt, so zum Beispiel auf der Linie 6.
In der zweiten Hälfte der 1970er Jahre wurden die T1-62 schließlich durch die modernen Timiș-2-Großraumzüge ersetzt. Obwohl sie erst in den 1960er Jahren entstanden, ist hierbei insbesondere das hohe Alter der Spenderfahrzeuge zu berücksichtigen – die Fahrgestelle bestimmter Wagen stammten aus der Zeit vor dem Ersten Weltkrieg.

## Der Arbeitswagen und heutige Museumswagen
Nur Wagen 71 blieb erhalten, er wurde nach dem Ende des planmäßigen Linieneinsatzes als Arbeitswagen weiterverwendet, unter anderem als Schneepflug und Fahrschulwagen. Der Dienstwagen wurde zunächst als V.S.2 – vagon de serviciu, rumänisch für Dienstwagen – bezeichnet. Seit der ersten Hälfte der 1990er Jahre setzte man ihn ganz ohne Betriebsnummer ein.
Für den Einsatz als Schneepflug wurde er zuvor zu einem Zweirichtungswagen umgebaut, der Pflug wurde dabei am Heck montiert und konnte somit nur bei Rückwärtsfahrten genutzt werden. Hierzu erhielt das Fahrzeug hinten eine zweite Stirnfront mit zweiten Führerstand. Ferner wurde ihm die hintere der beiden Einstiege entfernt und durch ein zusätzliches Fenster ersetzt, die Türen waren der Aussparung für den Pflug im Weg.
Um 2000 herum wurde der letzte Vertreter des Typs T1-62 in den Museumsbestand übernommen und befindet sich seither in der Obhut des Tramclubs Banat (TCB). 2008 wurde Wagen 71 aufwändig restauriert und weitgehend in seinen Umbauzustand von 1962 zurückversetzt. Dabei erhielt er seine originalgetreue Inneneinrichtung und den zweiten Einstieg zurück, der Schneepflug wurde entfernt. Seine ursprüngliche Betriebsnummer wurde jedoch nicht wieder angeschrieben.